# Волково (Андреевское сельское поселение)
Волково — упразднённая деревня в Сусанинском районе Костромской области. Входила в состав Андреевского сельского поселения. Упразднена в 2024 году.

## География
Находится в западной части Костромской области на расстоянии приблизительно 20 км на запад-северо-запад по прямой от районного центра поселка Сусанино.

## История
В 1872 году здесь было учтено по 7 дворов в деревне Большая и Малая Волково. При этом Большая находилась у речки Волкоуша, а Малая при Андобе, в 1907 году здесь отмечено было 17 и 10 дворов соответственно.

## Население
| 2008 | 2010 | 2014 |
| ---- | ---- | ---- |
| 0    | →0   | →0   |

Постоянное население составляло 44 и 32 человека для Большого Волково и Малого соответственно (1872 год), 80 и 36 (1897), 98 и 46 (1907), 2 в 2002 году (русские 100 %), 0 в 2022.